# Les Affranchis (film)
Pour les articles homonymes, voir Les Affranchis.
Pour plus de détails, voir Fiche technique et Distribution.
Les Affranchis (Goodfellas, également typographié GoodFellas) est un film de gangsters américain réalisé par Martin Scorsese, sorti en 1990.
Le scénario, coécrit par Martin Scorsese avec le journaliste Nicholas Pileggi, est adapté du livre de Pileggi, Wiseguy (1986), qui raconte l'histoire vraie du gangster new-yorkais Henry Hill. Le film retrace son ascension et sa chute (il est interprété par Ray Liotta) et deux de ses amis, Jimmy Conway (Robert De Niro) et Tommy DeVito (Joe Pesci), des mafieux appartenant à la famille Lucchese, l'une des cinq familles mafieuses de New York. La période couverte par l'histoire va de 1955 à 1980. La distribution compte également Lorraine Bracco et Paul Sorvino parmi les acteurs principaux.
Originellement, Martin Scorsese voulait appeler le film Wiseguy, du nom du livre de Nicholas Pileggi, mais ce titre était déjà utilisé (en version originale) pour une série télévisée en fin de diffusion ; il se tourne donc vers le titre Goodfellas.
Les Affranchis est un succès au box-office américain avec 46,8 millions de dollars de recettes, pour un budget de production de 25 millions. Il reçoit aussi d'excellentes critiques. Le film est nommé six fois aux Oscars, incluant celui de meilleur film et de meilleur réalisateur ; Joe Pesci remporte celui du meilleur acteur dans un second rôle. Scorsese reçoit cinq récompenses aux BAFTA, incluant celles de meilleur film et de meilleur réalisateur. Le film est par ailleurs nommé « meilleur film de l'année » par plusieurs groupes de critiques.
Les Affranchis est généralement perçu comme l'un des meilleurs films de gangster de tous les temps. En 2000, il est sélectionné par le National Film Preservation Board du National Film Registry afin d'être conservé à la Bibliothèque du Congrès des États-Unis pour son « importance culturelle, historique ou esthétique ».
Par la suite, Scorsese réalise trois autres films sur le crime organisé : Casino (1995), dont la distribution comprend à nouveau Robert De Niro et Joe Pesci, Les Infiltrés (2006) et The Irishman (2019), encore avec De Niro. Sa réalisation et son style de narration dans Les Affranchis ont inspiré d'autres réalisateurs de films et de séries télévisées.

## Synopsis
Dans la séquence d’introduction du film (où lui et ses collègues sont vus en train d'assassiner un homme), le personnage principal, Henry Hill, un citoyen américain d'origine italo-irlandaise, parle de son enfance à New York en 1955 et admet : « Autant que je me souvienne, j'ai toujours rêvé d'être gangster ». En effet, déjà à cette époque, Henry est fasciné par le train de vie qu'ont les truands de la mafia, notamment ceux de la famille Lucchese, une équipe de maffieux qui évolue dans son quartier new-yorkais ouvrier de Brooklyn, à cette époque majoritairement peuplé d'habitants d'origine italienne.
Rêvant de leur ressembler, Henry décide d'embrasser une carrière de criminel. Il abandonne l'école, sans le dire à ses parents et intègre l’équipe des mafieux de son quartier, dirigée par le parrain local, Paulie Cicero, en leur rendant de petits services. Mais le père d'Henry, un Irlandais au tempérament sanguin et brutal qui connaît la véritable nature de la mafia, bat régulièrement son fils quand il apprend par des lettres de l'école qu'Henry ne va plus en classe. Henry est cependant aidé par les « Affranchis » (Wiseguys en VO, le surnom que les mafieux utilisent entre-eux pour se désigner) lorsque ceux-ci interviennent en menaçant le postier du quartier, faisant par la même occasion interrompre la distribution des lettres de l'école.
Grâce à ses activités illégales qu'il réalise pour les « Affranchis », Henry commence très jeune à bien gagner sa vie. Il apprend également les ficelles du métier, notamment deux notions parmi les plus importantes pour un gangster : « Ne jamais balancer ses copains et toujours la mettre en veilleuse ». En grandissant, il réussit à se faire une place dans l'organisation criminelle de Paulie, en suivant les conseils de ses aînés ; il est notamment présenté à l'associé de Paulie, Jimmy Conway, un Américain d'origine irlandaise, ainsi qu'au truand américano-italien Tommy DeVito, un psychopathe dangereux et impulsif. Henry sera leur partenaire à plusieurs occasions.
Après avoir fait ses classes dans l'organisation de Paulie en réalisant divers crimes (et avoir été arrêté lors d'un trafic de cigarettes où, à l'époque adolescent, il saura se taire lors de son procès), Henry Hill organise en 1967 le casse du vol Air France où, avec ses complices, il vole près d'un demi-million de dollars ; il est alors âgé de 21 ans. Ce vol marque l'entrée de Hill dans le grand banditisme. À cette époque, il fréquente le club Copacabana, une boîte de New York où les mafieux ont leurs habitudes.
Il rencontre à la même période celle qui deviendra son épouse, Karen, une Américaine d’origine juive. Au début de leur relation, Karen admet être excitée par les histoires de bandits auxquelles Henry est mêlé, ce dernier utilisant son aplomb et son charme pour la séduire après un premier rendez-vous qui s'était mal passé entre eux. Elle tombe également sous son charme quand Henry la venge d'un homme, un voisin d'en face de chez elle qui avait tenté d'abuser d'elle : Henry lui casse le nez avec la crosse de son revolver et menace de le tuer. Les deux se marient peu après et fondent une famille, Karen apprenant les activités criminelles de son mari sans que cela ne l'émeuve beaucoup et fréquentant la famille des « Affranchis », notamment les épouses des autres truands, qui vivent en milieu clos les uns avec les autres.
En juin 1970, alors propriétaire d'un bar dans l'arrondissement du Queens, Henry assiste les truands Tommy DeVito et Jimmy Conway quand ces derniers tabassent dans son établissement le capo (chef) Billy Batts de la famille Gambino après que ce dernier, récemment sorti de prison, a manqué de respect à Tommy en le traitant de « cireur de chaussures » (une occupation de Tommy quand il était jeune).
Batts, en tant que haut gradé de la famille Gambino, s'était permis de railler Tommy en se croyant intouchable car, du fait de son « titre », il ne pouvait être attaqué sans l'accord des autres membres de la « famille ». Se rendant compte que cet acte pourrait entraîner leur mort à tous les trois, Henry, Jimmy et Tommy cachent le corps de Batts tout ensanglanté (bien qu'encore vivant, sans que ces derniers ne le sachent) dans le coffre de la voiture d'Henry et, après l'avoir entendu se débattre dans le coffre (comme montré dans la séquence d'introduction du film), décident d'aller le tuer et de l'enterrer dans un endroit isolé, hors de la ville. Ils seront cependant contraints de déterrer son cadavre et de le changer d'endroit six mois plus tard, quand celui-ci menace d'être découvert au cours de travaux d'un projet immobilier.
Henry, tout en étant marié, entretient une relation extra-conjugale notoire avec une autre femme, Janice Rossi. Quand Karen s'en aperçoit, elle menace de tuer Henry avec son revolver, mais ce dernier parvient au dernier moment à lui faire entendre raison. Peu après, Paulie, essayant d'arranger le coup, envoie Henry accompagner Jimmy Conway à Tampa en Floride pour récupérer l'argent d'un bookmaker. Pour intimider le mauvais payeur, les deux hommes suspendent leur victime au-dessus d'une cage à lion d'un zoo, mais finissent néanmoins en prison, la sœur du parieur se révélant être une secrétaire du FBI qui les dénonce à la police. Henry et Jimmy sont condamnés à 10 ans de prison. Henry purge sa peine dans une prison de New York (Jimmy, quant à lui, est incarcéré à Atlanta) ; il y retrouve Paulie — qui purge une peine d'un an pour outrage aux forces de l'ordre — et, par manque d’argent, se résout à faire secrètement un trafic de médicaments pour subvenir aux besoins de sa famille. Henry est libéré en 1978.
Par la suite, Henry et la bande des « Affranchis » de Paulie commettent un très gros coup, le vol de la compagnie aérienne Lufthansa, dérobant près de six millions de dollars à l’aéroport de New York. L'affaire, qui fait sensation, est relayée dans les médias, les policiers s'activant pour retrouver les coupables. Durant la même période, Henry s'implique de plus en plus dans son trafic de stupéfiants et, du fait de son succès, prend comme associés Jimmy et Tommy, alors que leur boss Paulie avait interdit à quiconque de son équipe de tremper dans ce genre d'activité. Henry poursuit aussi son infidélité avec une amie de Janice, Sandy, une toxicomane qui participe à son trafic de stupéfiants.
Les choses commencent à mal tourner quand plusieurs membres de la bande se mettent à acheter des biens extravagants et tapageurs avec leur part de l'argent du vol de la Lufthansa, ne suivant pas le conseil de Jimmy qui leur avait pourtant dit de ne pas attirer l'attention sur eux. Jimmy, devenant paranoïaque, fait assassiner petit à petit tous les membres de l'équipe ayant participé à l'opération, de peur de se faire prendre par la police. Henry, qui s'était tenu tranquille, est épargné.
Tommy se fait ensuite tuer. Alors qu'il est nommé capo par ses chefs, Tommy est exécuté lors de sa cérémonie d'intronisation par Teddy (le frère de Paulie) et Vinnie, les chefs de l'organisation, car ceux-ci ont découvert qu'il est impliqué dans l'assassinat de Billy Batts (et aussi à cause de plusieurs autres choses). Cette mort entraîne le chagrin de Jimmy Conway, ami proche de Tommy, mais Henry affirme qu'ils ne peuvent rien y faire, expliquant que ce sont des « histoires de macaroni » auxquelles lui et Jimmy, n'étant pas intégralement issus de parents italiens, sont étrangers.
En 1980, Henry Hill est l'un des rares survivants de la bande des « Affranchis » de Paulie ; il s'apprête à faire un gros coup dans le trafic de stupéfiants avec ses associés de Pittsburgh. Mais, à cause de sa forte dépendance à la cocaïne, il commet des impairs et il est arrêté par les policiers de la DEA qui l’attrapent chez lui par surprise, dans une opération menée de longue date.
De retour chez lui à sa sortie d'interrogatoire, Henry apprend par Karen qu'elle a vidé l'équivalent de 60 000 dollars de cocaïne dans les toilettes, ayant eu peur que les agents des narcotiques ne fouillent leur domicile. Cependant, cette somme qui était la planche de salut d'Henry, maintenant évanouie, le met lui et sa famille dans un total dénuement.
Désespéré, Henry sollicite en derniers recours l'aide de Paulie, mais celui-ci lui rappelle qu'il lui avait interdit de se mêler au trafic de drogue. Ne croyant plus en sa loyauté et cerné lui-aussi par la police qui cherche à le coincer, Paulie se voit forcé de tourner le dos à Henry ; mais, ému par sa déchéance, il lui donne toutefois 3 200 dollars (tout ce qu'il a en poche) et lui dit de ne plus chercher à le revoir.
Henry sollicite peu après l'aide de Jimmy mais, n'ayant que peu de confiance en ce dernier, il envoie Karen récupérer l'aide promise par Conway. Henry rencontre ensuite Jimmy pour la dernière fois, quand celui-ci lui demande d'aller régler un problème hors de la ville avec un complice ; Henry flaire le piège et comprend que Jimmy veut sa mort. Il décide alors de parler aux policiers.
Après sa déposition à un agent du FBI, Henry témoigne au cours d'un procès contre ses anciens associés criminels, qui finissent tous en prison. En contrepartie, il intègre le programme fédéral de protection des témoins qui le protège lui, ainsi que sa famille, en lui donnant une nouvelle identité et un lieu de résidence secret.
Finalement, ayant rompu tout lien avec la mafia et ses anciens comparses « Affranchis », Henry Hill voit son existence se transformer radicalement, vivant désormais la vie d'un homme ordinaire, le genre de vie terne dont il s'était moqué naguère et à laquelle il avait échappé durant toute sa vie de gangster flamboyant (selon lui, une vie de « plouc » où il attend, où rien ne se passe).
Un intertitre informe du devenir de plusieurs de des protagonistes : Henry Hill, divorcé de Karen, est « clean » depuis 1987 ; Paul Cicero est mort en prison en 1988 (des suites d'une maladie respiratoire) ; Jimmy Conway purge une peine de vingt ans de prison à New York.

## Fiche technique
- Titre français : Les Affranchis
- Titre original : Goodfellas
- Réalisation : Martin Scorsese
- Scénario : Nicholas Pileggi et Martin Scorsese, d'après le livre Wise Guy, de Nicholas Pileggi
- Photographie : Michael Ballhaus
- Montage : James Kwei et Thelma Schoonmaker
- Distribution des rôles : Ellen Lewis (en)
- Direction artistique : Maher Ahmad (en)
- Décors :
  - Création : Kristi Zea (de)
  - Décorateur de plateau : Leslie Bloom (en)
- Costumes : Richard Bruno (en)
- Production : Irwin Winkler
  - Production associée : Bruce Pustin
  - Production exécutive : Barbara De Fina (en)
- Société de distribution : Warner Bros
- Budget : 25 000 000 $
- Pays de production :  États-Unis
- Langues originales : anglais et italien
- Format : couleurs - (Technicolor) - 35 mm - 1,85:1 — son Dolby Surround
- Genre : gangsters, drame biographique
- Durée : 146 minutes
- Dates de sortie[1]:
  - France : 12 septembre 1990
  - États-Unis : 19 septembre 1990
  - Italie : 20 septembre 1990 (Mostra de Venise)
- Classification :
  - États-Unis : R[2] (Restricted)
  - France : interdit aux moins de 16 ans, Art et Essai (visa d'exploitation no 74397 délivré le 21 septembre 1990)[3]

## Distribution
- Ray Liotta (VF : Bernard Gabay) : Henry Hill
  - Christopher Serrone (it) : Henry Hill, jeune
- Robert De Niro (VF : Jacques Frantz) : James « Jimmy » Conway
- Joe Pesci (VF : Jean Benguigui) : Tommy DeVito
  - Joe D'Onofrio : Tommy, jeune
- Lorraine Bracco (VF : Martine Vandeville) : Karen Hill (en)
- Paul Sorvino (VF : Roger Dumas) : Paul « Paulie » Cicero
- Frank Sivero : Frankie Carbone
- Tony Darrow : Sonny Bunz
- Mike Starr (VF : Richard Darbois) : Frenchy
- Frank Vincent (VF : Pierre Hatet) : Billy Batts
- Chuck Low (en) (VF : Jean-François Stevenin) : Morris « Morrie » Kessler
- Frank DiLeo (en) : Tuddy Cicero
- Henny Youngman (VF : Michel Modo) : lui-même
- Gina Mastrogiacomo : Janice Rossi
- Catherine Scorsese (en) (VF : Annick Alane) : la mère de Tommy
- Charles Scorsese (en) (VF : Bernard Musson) : Vinnie
- Suzanne Shepherd (en) (VF : Jacqueline Cohen) : la mère de Karen
- Debi Mazar (VF : Marie-Christine Robert) : Sandy
- Margo Winkler (en) (VF : Marie Vincent) : Belle Kessler
- Welker White (de) (VF : Françoise Dasque) : Lois Byrd
- Jerry Vale : lui-même
- Julie Garfield (it) (VF : Anna Gaylor) : Mickey Conway
- Elaine Kagan : la mère d'Henry
- Beau Starr (VF : Mostefa Stiti) : le père d'Henry
- Kevin Corrigan : Michael Hill
- Michael Imperioli (VF : Nicolas Djermag) : Spider
- Robbie Vinton : Bobby Vinton
- Johnny Williams : Johnny Roastbeef
- Daniel P. Conte : le docteur Dan
- Tony Conforti (VF : Michel Vigné) : Tony
- Frank Pellegrino (en) : Johnny Dio
- Ronald Maccone : Ronnie
- Tony Sirico : Tony Stacks
- Illeana Douglas : Rosie
- Susan Varon : Susan
- Clem Caserta : Joe Buddha
- Samuel L. Jackson (VF : Pascal Nzonzi) : « Stacks » Edwards
- Edward McDonald (en) : lui-même (le procureur fédéral)
- Edward Hayes : l'avocat de la défense
- Tony Lip : Frankie « The Wop »
- Peter Cicale : Pete, l'assassin
- Anthony Powers : Jimmy « Two Times » (« Jimmy Deux-Fois » en VF)
- Vincent Pastore : l'homme avec un porte-manteau
- Vincent Gallo : un membre de l'équipe d'Henry dans les années 1970
- Peter Onorati : le bookmaker de Floride
- Tobin Bell : l'officier de libération sur parole
- Elizabeth Whitcraft (en) : la copine de Tommy au Copa
- Joseph Bono : Michael Franzese

Sources pour la version française (VF) sur RS-Doublage et AlloDoublage.

### Inspiration des personnages
| Acteur                                | Personnage                  | Inspiré de                                              |
| ------------------------------------- | --------------------------- | ------------------------------------------------------- |
| Ray Liotta / Christopher Serrone (it) | Henry Hill                  | Henry Hill                                              |
| Robert De Niro                        | Jimmy Conway                | James « Jimmy » Burke                                   |
| Joe Pesci                             | Tommy DeVito                | Thomas DeSimone                                         |
| Lorraine Bracco                       | Karen Hill                  | Karen Hill (en) (née Friedman)                          |
| Paul Sorvino                          | Paul Cicero                 | Paul Vario                                              |
| Frank Sivero                          | Frankie Carbone             | Angelo Sepe                                             |
| Tony Darrow                           | Sonny Bunz                  | Angelo McConnach, dit « Sonny Bamboo »                  |
| Mike Starr                            | Frenchy                     | Robert McMahon                                          |
| Frank Vincent                         | Billy Batts                 | William Bentvena, dit « Billy Batts » ou William DeVino |
| Chuck Low (en)                        | Morris « Morrie » Kessler   | Martin Krugman                                          |
| Frank DiLeo                           | Tuddy Cicero                | Vito « Tuddy » Vario                                    |
| Johnny Williams                       | Johnny Roastbeef            | Louis Cafora                                            |
| Jim Colella                           | Jim Colella                 | Jim Colella                                             |
| Samuel L. Jackson                     | Parnell « Stacks » Edwards  | Parnell Steven Edwards, dit « Stacks »                  |
| Frank Adonis                          | Anthony Stabile             | Anthony Stabile                                         |
| Catherine Scorsese (en)               | Mère de Tommy DeVito        | Mère de Thomas DeSimone                                 |
| Gina Mastrogiacomo                    | Janice Rossi                | Linda Coppociano                                        |
| Debi Mazar                            | Sandy                       | Megan Cooperman                                         |
| Margo Winkler (en)                    | Belle Kessler               | Fran Krugman                                            |
| Welker White (de)                     | Lois Byrd                   | Judy Wicks                                              |
| Julie Garfield (it)                   | Mickey Conway               | Mickey Burke                                            |
| Ed Deacy                              | Lui-même                    | Lui-même (inspecteur de police)                         |
| Charles Scorsese (en)                 | Vinnie                      | Thomas Agro (en)                                        |
| Michael Imperioli                     | « Spider »                  | Michael Gianco, dit « Spider »                          |
| Frank Pellegrino (en)                 | Johnny Dio                  | Johnny Dio                                              |
| Tony Ellis                            | Bridal Shop Owner           | Jerome Asaro                                            |
| Illeana Douglas                       | Rosie (la fiancée de Tommy) | Theresa Ferrara                                         |
| Anthony Powers                        | Jimmy Two-Times             | Bobby « The Dentist »                                   |
| Edward McDonald (en)                  | Lui-même                    | Lui-même (procureur fédéral)                            |
| Tony Lip                              | Frankie « The Wop »         | Francesco Manzo, membre de la famille Lucchese          |
| Kevin Corrigan                        | Michael Hill                | Michael Hill                                            |
| Joseph Bono                           | Michael Franzese            | Michael Franzese                                        |
| Henny Youngman                        | Lui-même                    | Lui-même (humoriste)                                    |
| Robbie Vinton                         | Bobby Vinton                | Bobby Vinton                                            |

## Production

### Développement
Les Affranchis s'appuie sur le livre Wiseguy de Nicholas Pileggi, un journaliste spécialisé dans le monde de la mafia.
Martin Scorsese qui, à l’époque, ne voulait plus faire d'autres films sur la mafia après Mean Streets (1973), consulte un jour une critique du livre de Pileggi, ce qui l'incite à le lire tout en travaillant sur le long-métrage qu'il réalise à cette époque, La Couleur de l'argent (1986). Ayant été toujours fasciné par le mode de vie des mafieux, Scorsese est attiré par le livre de Pileggi car il s'agit, selon lui, de la représentation la plus honnête des gangsters qu'il ait jamais lue.
Le réalisateur est également attiré par les aspects documentaires du livre. « Le livre Wise Guys donne une idée de leurs vies [des gansters] au quotidien, l'ennui, comment ils travaillent, comment ils prennent en charges les boîtes de nuit de certains et pour quelles raisons. Cela montre comment ils fonctionnent ». Scorsese imagine Les Affranchis comme le « troisième film d'une trilogie imprévue des films qui ont examiné la vie des Italo-Américains sous des angles légèrement différents » et l'a souvent décrit comme un « film sur la mafia "fait-maison" » dont le sujet est l'argent : « c'est de cette manière qu'ils font des affaires ».

Par la suite, le cinéaste sait quelle approche utiliser pour ce film : 

« Démarrer Les Affranchis comme un coup de feu et constamment accélérer à partir de là, presque comme une bande-annonce de deux heures et demie. Je pense que c'est la seule façon de percevoir l'exaltation que produit ce mode de vie et de comprendre pourquoi celui-ci captive des tas de gens. »

Selon Pileggi, Scorsese l'aurait appelé sans prévenir et lui aurait affirmé : « J'ai attendu ce livre ma vie entière », ce à quoi Pileggi lui aurait répliqué : « J'ai attendu cet appel ma vie entière, ».
À l'origine, le film devait être tourné avant La Dernière Tentation du Christ (1988) mais, lorsque les fonds de La Dernière Tentation du Christ furent rassemblés, Scorsese décida de reporter le tournage des Affranchis.

### Scénario
Scorsese et Pileggi collaborent main dans la main au scénario du film. Au cours des douze projets de scripts qui seront élaborés avant d'atteindre le script idéal, le journaliste se rend compte que « le style visuel devait être entièrement refait... nous avons donc décidé de partager le crédit du scénario, ». Ils décident alors de choisir les passages du livre qu'ils ont aimés et d'en faire un tout cohérent. Pour ce faire, Scorsese persuade Pileggi de ne pas suivre une structure narrative traditionnelle. Le réalisateur veut traiter ce film de gangsters épisode par épisode, mais en commençant par le milieu et en se déplaçant dans le passé et le présent. Il raccourcit les scènes après s'être rendu compte que si elles sont courtes, « l'impact après environ une heure et demie serait formidable ».
Certains personnages du film sont modifiés, notamment les noms de plusieurs gangsters ayant une existence réelle : Tommy « Two Gun » DeSimone devient Tommy DeVito, Paul Vario devient Paulie Cicero et Jimmy « The Gent » Burke est présenté en tant que Jimmy Conway. Pileggi et Scorsese décident aussi de changer le titre de leur film de Wise Guys en Goodfellas (argot de « good fellows », en français « les bons garçons » ou « les bons camarades ») parce que deux projets contemporains au sien utilisaient déjà le terme : le film Wise Guys de Brian De Palma, sorti en 1986 et la série télévisée Wiseguy, diffusée entre 1987 et 1990. Le terme d'« affranchi », bien qu'utilisé pour le titre en français, désigne dans le film un membre à part entière d'une famille, ce qu'aucun des trois goodfellas ne sera (le seul italo-américain de l'équipe, Tommy, est d'ailleurs tué au moment où il pense pouvoir le devenir).
Dans ce film, Martin Scorsese casse par deux fois le « quatrième mur », tout à la fin du film. Tout d'abord, Henry Hill s'adresse au spectateur à la fin du procès en déambulant dans la salle, puis un plan montre Joe Pesci tirant sur les spectateurs, en référence au film muet qui brisa pour la première fois ledit quatrième mur en 1903, The Great Train Robbery de Edwin S. Porter.

### Attribution des rôles
Dès lors que Robert De Niro accepte d'interpréter le rôle de Jimmy Conway, Martin Scorsese obtient l'argent nécessaire pour tourner le film. Le réalisateur repère également Ray Liotta, après que De Niro l'ait vu dans Dangereuse sous tous rapports ; dans ce film, Scorsese est surpris par l'« énergie explosive » du jeune comédien. Ray Liotta, qui avait lu le livre de Pileggi quand il était sorti, avait été fasciné par celui-ci. Quelques années plus tard, son agent lui annonce que Scorsese va réaliser une version cinéma. En 1988, l'acteur rencontre Scorsese sur une période de plusieurs mois et auditionne pour le film, insistant avec pugnacité pour obtenir le rôle d'Henry Hill alors que le studio souhaite un acteur plus célèbre. Liotta a affirmé « qu'ils auraient plus préféré Eddie Murphy que moi ».
Robert De Niro, en bon élève de l'Actors Studio, contacte à plusieurs reprises le véritable Henry Hill pour le consulter sur le personnage de Conway qu'il allait incarner, jusqu'à lui demander la manière dont Burke tenait sa cigarette,. Ray Liotta, de son côté, écoute les cassettes audio du FBI afin de parler comme Hill. Lorraine Bracco, qui incarne l'épouse d'Henry Hill, Karen, a quant à elle essayé de se rapprocher d'une femme de gangster, mais en fut incapable car ce genre de femmes forment une communauté très soudée et très fermée aux étrangers. Elle décida également de ne pas rencontrer la vraie Karen, car elle pensait que la création du rôle serait mieux si cela venait d'elle, et a utilisé la vie du personnage avec ses parents pour ligne directrice émotionnelle. Paul Sorvino, l'interprète de Paulie n'a aucun mal à trouver la voix et la démarche du rôle, mais par contre a eu des difficultés à trouver le « noyau de froideur et de dureté absolue » du personnage car c'est contraire à sa nature du comédien, sauf quand sa « famille est menacée ».

### Tournage
Le film est tourné du printemps à l'été 1989, notamment à New York dans l’arrondissement du Queens, dans les États de New York et du New Jersey ainsi que dans certains endroits à Long Island, pour un budget estimé à 25 millions de dollars.

À cause du style de narration choisi, le réalisateur Martin Scorsese découpe le film en séquences, celles-ci étant toutes storyboardées. Selon lui : 

« Je voulais beaucoup de mouvements, à travers l'ensemble du tableau, et je voulais du mouvement jusqu'au moment où Henry se fait arrêter et que tout son univers s’effondre à la fin. Pour le dernier jour de [Henry] en tant qu’affranchi, la séquence entière devait être hors de contrôle, donner l'impression qu'il est tout simplement au bord du précipice et qu'il va chuter. »

Scorsese met aussi en place une narration en voix-off, s'inspirant de la séquence d'ouverture du film Jules et Jim (1962) de François Truffaut. Le style nerveux du Goodfellas s'inspire également des premières minutes de ce film, Scorsese utilisant les mêmes procédés de la Nouvelle Vague : une vaste narration, des modifications rapides et l'arrêt sur image. À ce sujet, Scorsese fit la remarque suivante : « Donc, [quand] vous faites le film, vous [vous] dites : "Je me fiche de savoir s'il y a trop de narration. Trop de coupes rapides ? Tant pis" — C'est ce genre d'attitude vraiment punk que nous essayons de montrer ». Il adopte aussi un style visuel frénétique, qui cherche presque à submerger le public d'images et d'informations, mettant dans chaque séquences beaucoup de détails pour montrer cette vie de gangster tellement riche. Il utilise l'arrêt sur image notamment pour montrer les moments où une étape dans la vie de Henry Hill est atteinte.
Le long travelling dans la discothèque du Copacabana est due à un problème pratique : les producteurs n'avaient pas obtenu la permission d’entrer dans la salle, ce qui les força à tourner dans les coulisses. Scorsese décida de filmer la séquence d'un seul coup, de manière ininterrompue, afin de symboliser le fait que la vie d'Henry Hill était devant lui, indiquant : « C'est [sa] manière de la séduire [Karen] et c'est aussi un style de vie qui séduit ». Cette scène a été tournée huit fois.
Deux semaines avant le début du tournage, le véritable Henry Hill est payé 550 000 $. La distribution n’a pas rencontré Hill durant le tournage, mais seulement quelques semaines avant la première, Ray Liotta le rencontrant dans une ville non divulguée. Hill déclara avoir vu le film et l'avoir apprécié.
L'acteur Joe Pesci (Tommy DeVito) ne juge pas son personnage, mais trouva que la scène dans laquelle il tue le personnage de Spider (parce que ce dernier lui avait répondu) difficile à faire car il eut du mal à justifier l'acte de tuer, avant de s'obliger à ressentir la même chose que Tommy. Selon lui, certaines scènes improvisées du film sont issues des répétitions, au cours desquelles Scorsese laissa les acteurs faire ce qu'ils voulaient. Il retranscrit ces séances, repérant les lignes de texte que les acteurs proposaient les plus à son goût pour les intégrer dans un scénario revisité, à partir duquel le casting travaillait lors de la prise de vue principale. Par exemple, la scène où Tommy raconte une histoire et que Henry lui répond qu'il est drôle (le qualifiant de « funny guy ») et que le personnage de Pesci lui rétorque : « Drôle ? Je suis drôle comment ? Je t'amuse ? » s'appuie sur un événement réel dont Pesci a été témoin. Il indique aussi s'être inspiré de répétitions où lui et Liotta ont improvisé. Scorsese enregistra quatre ou cinq prises de la scène, réécrit leurs dialogues et l'inséra dans le scénario. La scène du dîner avec la mère de Tommy est aussi en grande partie improvisée. Par ailleurs, la peinture de l'homme barbu avec les chiens montrée dans la scène est inspirée sur une photographie du magazine National Geographic.
L'actrice Lorraine Bracco (Karen) trouva que le tournage était émotionnellement difficile à supporter, étant donné qu'il s'agissait d'un casting à dominance masculine, et se rendit compte que si elle ne s'impliquait pas à fond dans son travail, ses scènes finiraient probablement par être coupées au montage. En ce qui concerne la relation entre Henry Hill et Karen, Bracco ne vit aucune différence entre son personnage et une femme maltraitée.
Le dernier jour d’Henry Hill en tant qu’« affranchi » fut la partie la plus difficile du film pour Scorsese, car il voulait montrer correctement l’état d’angoisse de Henry, sa paranoïa et ses pensées qui s'emballent, causées par sa consommation de cocaïne et d'amphétamines. Dans une interview au critique de cinéma Mark Cousins, le réalisateur confia le motif du tir en direction des spectateurs du personnage de Pesci dans la dernière scène du film : « C'est une référence au film de 1903, Le Vol du grand rapide, c'est ainsi que se termine le film, et fondamentalement l'intrigue de cette image est très similaire à Le Vol du grand rapide. Ça n'a pas changé 90 ans plus tard, c'est la même histoire, les coups de feu seront toujours là, il va toujours regarder derrière son dos, il doit avoir les yeux derrière son dos, car ils vont l'avoir un jour ». Le réalisateur termine le film avec le personnage d’Henry regrettant qu'il ne soit plus un « affranchi », à propos duquel Scorsese déclara : « Je pense que le public devrait se fâcher contre lui et j'espère qu'il le fera, et peut-être mettre en cause le système qui [lui permet de devenir un affranchi] ».

### Montage
Le scénario du film ayant été longuement travaillé, la monteuse du film, Thelma Schoonmaker déclara qu'il lui semblait qu'elle n'avait coupé qu'une seule scène tournée : celle où Henry, petit garçon apprend à boire des expressos.

## Musique
La musique du film est composée de plusieurs titres, pour la plupart connus: les morceaux choisis correspondent à l'évolution narrative chronologique du film. Par exemple lorsque l'action se passe en 1973, on peut entendre un morceau correspondant à cette époque ou d'une époque antérieure, ceci pour recréer l'ambiance de l'époque.
Liste des musiques, par ordre d'apparition dans le film :
- Rags to Riches, par Tony Bennett (1953) : générique d'ouverture et début de la narration.
- Can't We Be Sweethearts, par The Cleftones (1955) : le jeune Henry en train de garer des Cadillacs sur un parking.
- Hearts of Stone, par Otis Williams and The Charms (1954) : le postier de Henry se fait menacer par les Affranchis.
- Sincerely, par The Moonglows (1955) : les mafieux sont ensemble dans la maison de Paulie en train de cuisiner.
- Firenze Sogna, par Giuseppe Di Stefano : nouveau costume pour le jeune Henry ; une victime se fait tirer dessus devant le café des Affranchis.
- Speedo, par The Cadillacs (1955) : Henry enfant, qui distribue des sandwichs ; Jimmy Conway fait sa première apparition.
- Parlami d'amore Mariu, par Giuseppe Di Stefano : Henry adolescent, qui se fait attraper par la police de New York en train de vendre des cigarettes de contrebande.
- Stardust, par Billy Ward and His Dominoes (1957) : à l'aéroport d'Idlewild en 1963 ; première apparition de Henry Hill adulte ; vol d'un camion avec Conway.
- This World We Love In (Il Cielo In Una Stanza), par Mina : au restaurant le Bamboo Lounge, les mafieux sont présentés les uns après les autres ; le cambriolage du vol Air France est planifié.
- Playboy, par The Marvelettes (1962) : le Bamboo Lounge est en faillite ; Henry et Tommy brûlent le restaurant pour escroquer l'assurance.
- It's Not for Me to Say, par Johnny Mathis (1957) : le double rencart de Tommy et Henry ; Karen fait sa première apparition aux côtés d'Henry, mais est ignorée par celui-ci.
- I Will Follow Him, par Betty Curtis : Karen, furieuse d'avoir été ignorée, retrouve Henry et se querelle avec lui dans la rue, devant les autres Affranchis. Henry accepte de sortir à nouveau avec elle.
- Then He Kissed Me, par The Crystals (1963) : Henry et Karen entrent au club Copacabana par la porte de service et arrivent en salle via les cuisines.
- Look in My Eyes, par The Chantels (1961) : le braquage du vol Air France ; Paulie prend sa part.
- Roses Are Red, par Bobby Vinton (1962) : Henry et Karen sortent dans une base nautique ; au Copacabana, ils reçoivent du champagne de la part de Bobby Vinton, qui chante pour eux.
- Life Is But a Dream, par The Harptones (1955) : Henry et Karen se marient ; on les voit à leur réception.
- Leader of the Pack, par The Shangri-Las (1964) : la fête du mariage.
- Toot, Toot, Tootsie Goodbye, par Al Jolson (clip de The Jazz Singer) : des inspecteurs de la police de New York (NYPD) se présentent à la maison des Hill avec un mandat de perquisition. Karen les laisse faire et leur propose du café.
- Happy Birthday to You, chanté par des membres de la famille à l'anniversaire du petit Jimmy ; réunion des épouses des mafieux qui racontent leurs vies quotidiennes.
- Ain't That a Kick in the Head?, par Dean Martin (1960) : la narration continue sur les vies des épouses de mafieux.
- He's Sure the Boy I Love, par The Crystals (1963) : Billy Batts arrive au bar de Henry, le Suite Lounge ; l'insulte du « cireur de chaussure » envers Tommy.
- Atlantis, par Donovan (1968) : Billy Batts est violemment tabassé par Tommy et Jimmy, sous les yeux de Henry qui les aide à emmener le corps.
- Pretend You Don't See Her, par Jerry Vale (1957) : soirée du vendredi avec les petites amies des mafieux, au Copacabana ; dîner du dimanche avec les épouses, en famille, à la maison de Paulie.
- Remember (Walking in the Sand), par The Shangri-Las (1964) : Henry et Janice au Suite Lounge, avant qu'Henry n'aille avec Tommy et Jimmy enterrer le corps de Billy Batts.
- Baby I Love You, par Aretha Franklin (1967) : l'appartement de Janice Rossi, qu'elle fait visiter à ses amies (dont Sandy). Le jeune mafieux Spider fait sa première apparition comme serveur lors de la partie de poker, au cours de laquelle Tommy lui tire dans le pied.
- Firenze Sogna, par Giuseppe Di Stefano (joué pour la deuxième fois) : deuxième partie de poker ; Tommy tue Spider, qu'il accuse d'être un espion de la police.
- Beyond the Sea, par Bobby Darin (1960) : la vie en prison de Henry et Paulie (dîner) ; Henry commence à vendre de la drogue aux autres prisonniers.
- Boulevard of Broken Dreams, par Tony Bennett (1950) : dîner à la maison de Paulie après la libération sur parole de Henry.
- Gimme Shelter, de The Rolling Stones (1969) : Henry coupant de la cocaïne dans l'appartement de Sandy. Il apporte la came à Jimmy et Tommy au bureau des libertés conditionnelles.
- Wives and Lovers, par Jack Jones (1963) : Karen montre leur nouvelle maison et ses meubles à sa copine Belle ; Morrie rencarde Henry sur le casse de la Lufthansa.
- Monkey Man, par The Rolling Stones (1969) : la baby-sitter de Henry, Lois Byrd (avec un bébé) fait son apparition ; Henry se retrouve encore à mélanger de la coke dans l'appartement de Sandy.
- Frosty the Snow Man, par The Ronettes (1963) : Henry arrive au bar de Jimmy lors de la fête de Noël ; Johnny Roastbeef montre à Jimmy sa Cadillac rose qu'il vient d'acheter avec l'argent du casse. Jimmy, hors de lui, le sermonne.
- Christmas (Baby Please Come Home), par Darlene Love (1963) : Jimmy engueule Frankie Carbone pour l'achat du manteau de fourrure de sa femme ; Morrie harcèle Jimmy pour avoir sa part du casse de la Lufthansa.
- Bells of St. Marys, par The Drifters (1954) : l'arbre de noël de Henry Hill ; l'exécution de Stacks Edwards par Tommy et Carbone.
- Unchained Melody, par Vito and The Salutations (1963) : au bar, Henry est ennuyé au sujet de Stacks ; Tommy pense qu'il va devenir « capo » ; Morrie continue de harceler Jimmy au sujet de l'argent.
- Danny Boy, chanté par Morrie à Henry, qui quitte ensuite le bar après avoir échoué à parler à Jimmy.
- Sunshine of Your Love, par Cream (1967) : Jimmy assiste à l'assassinat de Morrie et d'autres membres de son équipe.
- le coda jouée au piano du titre Layla, par Derek and the Dominos (1970) : des cadavres de l'équipe des mafieux sont découverts partout dans la ville ; Tommy, lors de la cérémonie d'intronisation, est exécuté par ses chefs.
- Jump into the Fire, par Harry Nilsson (1972) : la matinée de Henry le 11 mai 1980, à partir de 6 h 55 ; séquence de l'hélicoptère ; Henry livre des flingues à Jimmy.
- Memo from Turner, par Mick Jagger (1970) : Henry quitte la maison de Jimmy avec les flingues que celui-ci ne veut pas.
- Magic Bus, par The Who (1968) : Henry, apeuré et conduisant drogué, manque d'avoir un accident de la route.
- Jump into the Fire, par Harry Nilsson (joué pour la deuxième fois) : Henry conduit son frère handicapé, Michael, de l'hôpital à la maison ; Henry commence à préparer le dîner ; encore plus d'hélicoptères dans le ciel.
- Monkey Man, par The Rolling Stones (joué pour la deuxième fois) : Henry, encore plus apeuré en conduisant ; accompagné de Karen, il cache les flingues dans la maison de la mère de celle-ci.
- What Is Life, par George Harrison (1970) : Henry, toujours aussi apeuré en conduisant, reprend les flingues chez la mère de Karen ; Henry rend visite à son grossiste en cocaïne ; appel de Sandy ; Henry appelle chez lui sa collègue Lois pour lui rappeler les consignes, mais celle-ci l'ignore et téléphone de chez lui.
- Mannish Boy, par Muddy Waters (1955) : Henry, une dernière fois dans l'appartement de Sandy, mélangeant de la coke. Dîner chez les Hill, avec Lois et Michael.
- My Way, par Sid Vicious (1979) : générique de fin.
- le coda jouée au piano du titre Layla, par Derek and the Dominos (joué pour la deuxième fois) : deuxième chanson du générique.

## Accueil

### Accueil critique
Les Affranchis rencontre à sa sortie un accueil critique majoritairement positif. Sur le site agrégateur de critiques Rotten Tomatoes, le film obtient un score de 95 % d'avis favorables, sur la base de 164 critiques collectées et une note moyenne de 8,7/10 ; le consensus du site indique : « Frappant et élégant, [Les Affranchis] est un classique des [films de] gangsters — et sans doute le point culminant de la carrière de Martin Scorsese ». Sur Metacritic, le film obtient une note moyenne pondérée de 92 sur 100, sur la base de 21 critiques collectées ; le consensus du site indique : « Acclamation générale » (Universal Acclaim).
En France, le site AlloCiné donne au film une note de 5 étoiles sur 5, sur la base de 5 critiques de presse collectées. Pour la critique du Monde Danièle Heymann, « Dès la première minute le spectateur est ferré. Martin Scorsese le tient, [et] ne [le] lâchera plus tout au long des 145 minutes des Affranchis (…) ». Pour Daniel Toscan du Plantier dans les colonnes du Figaro Magazine, « (…) Martin Sorsese (…) nous [donne] un film une fois de plus éblouissant, en plongeant loin dans le mémorial de la "petite Italie", celle de New York dont il est l'enfant ». Dans les colonnes du magazine Le Point, Marie-Françoise Leclère résume ainsi le film : « Épopée sinistre et drôle, vraie de bout en bout, c'est le nouveau film de Martin Scorsese. Fascinant et angoissant ». Quant à Yann Tobin du mensuel Positif (n°356, octobre 1990), celui-ci affirme que « Jamais peut-être la mise en scène de Scorsese n'aura été aussi éblouissante de bout en bout ».

### Box-office
Les Affranchis est un succès commercial. Aux États-Unis, il se classe premier du box-office au cours de sa première semaine d'exploitation, avec une recette de 8 971 101 dollars. Il parvient à rester dans le top 10 durant cinq semaines, étant à la cinquième place pendant deux semaines, pour finir sa carrière avec une recette de 46 836 214 $.
À l'étranger, il rapporte 1 300 000 $ en Allemagne, 1 289 988 dollars australiens en Australie, 1 994 136 livres sterling au Royaume-Uni, 1 516 239 dollars de Hong-Kong à Hong-Kong, 3 552 521 000 lires en Italie et 4 853 315 couronnes suédoises en Suède.
En France, si le long-métrage n'obtient pas le même succès qu'aux États-Unis, il frôle tout de même le million d'entrées lors de sa première exploitation en salles, avec 976 346 entrées en première exploitation. Avec les ressorties dans les années qui ont suivi, le film totalise  991 484 entrées dans ce pays.
| Pays ou région | Box-office      | Date d'arrêt du box-office | Nombre de semaines |
| -------------- | --------------- | -------------------------- | ------------------ |
| États-Unis     | 46 836 214 $    | 27 juin 1991               | 11                 |
| France         | 991 484 entrées | -                          | -                  |

## Distinctions
Lors de la Mostra de Venise 1990, Martin Scorsese remporte le Lion d'argent du meilleur réalisateur
Lors de la cérémonie des Oscars 1991, l'acteur Joe Pesci remporte l'Oscar du meilleur acteur dans un second rôle. Le film est par ailleurs nommé dans cinq catégories :
- nomination à l'Oscar du meilleur film pour Irwin Winkler ;
- nomination à l'Oscar du meilleur réalisateur pour Martin Scorsese ;
- nomination à l'Oscar du meilleur scénario adapté pour Nicholas Pileggi et Martin Scorsese ;
- nomination à l'Oscar de la meilleure actrice dans un second rôle pour Lorraine Bracco ;
- nomination à l'Oscar du meilleur montage pour Thelma Schoonmaker.

Lors de la cérémonie des British Academy Film Award 1991, le film remporte cinq récompenses :
- BAFTA du meilleur film pour Irwin Winkler et Martin Scorsese ;
- BAFTA du meilleur réalisateur pour Martin Scorsese ;
- BAFTA du meilleur scénario adapté pour Nicholas Pileggi et Martin Scorsese ;
- BAFTA du meilleur montage pour Thelma Schoonmaker ;
- BAFTA des meilleurs costumes pour Richard Bruno.

L'acteur Robert De Niro avait également été nommé dans la catégorie du meilleur acteur ainsi que Michael Ballhaus dans celle de la meilleure photographie.
Lors de la cérémonie des César 1991, le film obtient une nomination pour le César du meilleur film étranger.

## Dans la culture populaire

### Animaniacs
Les personnages des Affranchis ont été retranscrits sous forme de pigeons dans la série animée Animaniacs, devenant les « Pigeons affranchis » (« The Goodfeathers » en VO) : Squit (le nouveau de la bande, comme Ray Liotta dans le film), Bobby (diminutif de Robert en référence à De Niro) et Pesto (les trois premières lettres rappelant le nom de Joe Pesci).

### Les Griffin
La série d’animation Les Griffin fait référence au film à plusieurs reprises.
Dans l'épisode 18 de la saison 17, la scène où Peter conduit une araignée hors de chez lui pour l’abattre par derrière, d'un tir à la tête dans le garage, rappelle la scène des Affranchis où Tommy DeVito est amené dans une salle déserte puis abattu d'un tir à la tête d'une personne se tenant derrière lui. On peut aussi remarquer que les tapis dans cette scène et ceux dans la scène de l’assassinat de DeVito ont les mêmes motifs.
Dans l'épisode 6 de la saison 17, la scène où Chris est conduit à sa salle de classe dans son nouveau lycée professionnel est une référence à la scène en plan séquence des Affranchis où Henry Hill et Karen parcourent les cuisines d'un restaurant jusqu’à arriver à leur table.

### Les Soprano
David Chase, le créateur de la série télévisée Les Soprano, a affirmé que le film Les Affranchis a été une source d'inspiration pour cette série.
D’ailleurs, la série commence avec un casting réunissant quatre interprètes du film : Lorraine Bracco, Michael Imperioli, Tony Sirico et Vincent Pastore. Plus tard, Frank Vincent et Joseph Gannascoli (figurant non crédité dans le film) rejoignent la série. De nombreux autres acteurs récurrents de la série ont aussi joué dans Les Affranchis : Nicole Burdette, Tony Darrow, Tony Lip, Frank Pellegrino, John « Cha Cha » Ciarcia, Suzanne Sheperd, Paul Herman, Marianne Leone Cooper, Nancy Cassaro, Daniel P. Conte, Frank Albanese, etc. Au total, 27 acteurs apparaissent dans les deux productions.
L'acteur principal des Affranchis, Ray Liotta, est aussi l'un des premiers candidats pour incarner le rôle de Tony Soprano. Plus tard, Liotta refuse le rôle de Ralph Cifaretto, qui revient finalement à l'acteur Joe Pantoliano. Il joue finalement dans le film prequel des Soprano, Many Saints of Newark - Une histoire des Soprano aux côtés du fils de James Gandolfini, Michael, en 2021.
Dans la série, l'acteur Michael Imperioli (qui, dans Les Affranchis, joue le rôle du serveur Spider sur qui tire Tommy DeVito), tire dans le pied d'un commerçant, en référence à la scène du film. Pendant que ce dernier crie « Tu m'as tiré dans le pied ! », le personnage d'Imperioli sort en disant : « Ça arrive… ». Par ailleurs, le personnage de Phil Leotardo (Frank Vincent, qui a joué le rôle de Billy Batts dans le film) meurt dans la série de la même façon que dans Les Affranchis.

### Malavita
Dans le roman Malavita (2004) de Tonino Benacquista et dans son adaptation cinématographique, le personnage principal — mafieux repenti réfugié en Normandie — participe à un ciné-club qui projette Les Affranchis. Se faisant passer pour un écrivain américain, l'ex-criminel est ensuite invité à débattre sur le film. D'abord peu loquace, il se livre dans une longue analyse et présentation du film et du crime organisé. Dans le film, cette scène prend un sens supplémentaire car ce personnage est incarné par Robert De Niro (qui joue dans Les Affranchis) et Martin Scorsese est producteur délégué de Malavita.